# Troizinia
Troizinia (Grieks: Τροιζηνία) is sedert 2011 een fusiegemeente (dimos) in de Griekse bestuurlijke regio (periferia) Attica.
De twee deelgemeenten (dimotiki enotita) van de fusiegemeente zijn:
- Methana (Μέθανα)
- Troizina (Τροιζήνα)